# Stupid Man (sang)
Stupid Man er anden single fra den danske sanger Thomas Helmigs ottende studiealbum af samme navn. Singlen udkom i 1994.

## Komposition
Sangen er både skrevet og komponeret af Thomas Helmig.

## Hitlister
| Hitlister (1994)                  | Højeste placering |
| --------------------------------- | ----------------- |
| Tyskland (Official German Charts) | 89                |